# Фернандель
Фернанде́ль (фр. Fernandel, настоящее имя Ферна́н Жозе́ф Дезире́ Контанде́н, фр. Fernand Joseph Désiré Contandin; 8 мая 1903, Марсель — 26 февраля 1971, Париж) — французский актёр, один из величайших комиков театра и кино Франции и Италии.

## Биография
Фернандель родился 8 мая 1903 года в Марселе в доме № 73 на бульваре Шав (Chave), в доме аптекаря Работю, и прожил всю свою жизнь в Провансе. По католическому календарю 8 мая — день святого Дезире (фр. Désiré de Bourges), давшего третье имя Фернанделю.

### Детство, первые выступления
Его отец, Дени Контанден, служащий банка, свободное время посвящал выступлениям в концертном кафе под псевдонимом Сине (Sined — анаграмма его имени Denis, впоследствии Фернандель будет тоже выступать под этим псевдонимом).
В пять лет Фернандель дебютировал на сцене старого театра «Шав» в мелодрамах, в пасторалях, театрализованных сценах из Евангелия, в древних фарсах, сопровождая своего отца во всех турне, участвуя в массовых сценах в роли защитника Империи. Вместе с ним выступал его младший брат, с которым они составляли дуэт Фернан и Марсель.
Когда Фернандель учился в школе, у него был кумир — знаменитый во Франции эстрадный комик Полин (фр. Polin). После первой же встречи с Полином мальчик заявил родителям, что он станет комиком, и с этой минуты квартира Контанденов стала репетиционным залом Фернанделя.
Спустя три года парижская газета «Комедия» организовала конкурс шансонье-любителей. Отборочные соревнования шли по всей Франции. Претендентов было более ста, Фернан оказался вторым. Ему было тогда двенадцать лет. Теперь «маленького Сине» (он пел под папиным псевдонимом) знали все вагоновожатые Марселя — на концерты он отправлялся на трамвае, и восторги кондукторов позволяли ему экономить на трамвайных билетах.
Через год началась Первая мировая война. Отец ушёл на фронт, Фернандель вынужден был начать работать. Поочередно он работал в «Национальном кредитном банке», мыловаренном заводе и в «Марсельском кредитном обществе». Срок его службы в этих местах как правило был недолог, его довольно быстро увольняли. По вечерам он по-прежнему пел или занимался на вечерних курсах, чтобы пополнить своё образование.

### Фернандель — Вот Её Фернан
В возрасте 19 лет Фернандель подписывает свой первый профессиональный контракт — «по сто десять франков в день» — с кабаре «Эльдорадо» в Ницце.
«Я появился впервые на афише в „Эльдорадо“ под именем Фернандель» («Voici le Fernand d’Elle»), что означает «Вот Её Фернан». Её — это Анриэтты Манс, сестры его бывшего коллеги по банку и будущего сценариста Жана Манса, чьи песенки и оперетты станут постоянным репертуаром Фернанделя на ближайшие сорок лет.
Два года Фернандель ездил по югу Франции, играя в незатейливых водевилях, фарсах, оперетках. За Фернанделем в труппе было закреплено амплуа первого комика. Его физические данные и «лошадиная улыбка» выделяли Фернанделя на сцене.
В двадцать два года Фернанделя призывают в армию, в 93-й горно-артиллерийский полк, где он служил писарем. Через какое-то время он добивается перевода в Марсель. Окончив военную службу и не найдя общего языка с импресарио, обременённый семьёй, Контанден вынужден идти служить на мыловаренный завод. Однако вскоре, случайно оказавшись в Марселе, директор театра «Парамаунт» предлагает долгожданный контракт на многомесячное турне по всей Франции, включая заморские территории. Вернувшись из Касабланки, Фернан обнаружил дома письмо, в котором его приглашали на работу в парижский театр «Бобино».
В 1939 году его снова призывают на военную службу в связи с начавшейся Второй мировой войной в качестве рядового 15-го эскадрона.

### Карьера в кино
В кино Фернандель первый раз снялся в 1930 году в короткометражном фильме «Лучшая нянюшка» (La Meilleure bobonne). В 1931 году Марк Аллегре предложил ему роль «неопытного налётчика» в экранизации пьесы Саши Гитри «Белое и чёрное» (фр. Le Blanc et le noir). В 1931 году появился в картине «Ребёнку дают слабительное» Жана Ренуара, который очень ценил артистический талант Фернанделя. Последнего первоначально не утверждали на роль по причине сомнений в фотогеничности его лица, которое сравнивали с лошадиным. Однако благодаря настойчивости режиссёра и продюсера фильма Пьера Бронберже, Фернанделя приняли.
Фернандель сыграл более чем в 150 фильмах. В 1937 году фильм «Бальная записная книжка» (реж. Жюльен Дювивье) получил на Венецианском фестивале приз «лучший иностранный фильм».
В 1942 году Фернандель выступил в роли кинорежиссёра. Фернандель снял три фильма:
- «Простак» — «Simplet» (1942)
- «Адриен» — «Adrien» (1943)
- «Адемар и игрушка судьбы» — «Adhemar ou le jouet de la fatalite» (1951).

В 1951 году Фернандель снялся в фильме режиссёра Жюльена Дювивье «Маленький мир дона Камилло», который положил начало серии из шести фильмов о сельском пасторе доне Камилло, длившейся на протяжении девятнадцати лет.

### Мировое признание

Надгробие на кладбище Пасси

В 1952 году Фернандель получил орден Почётного легиона и медаль «За гражданские заслуги».
В это время он совершил турне по Европе, США и Канаде, завоевал ироническое прозвище «первого посла французской культуры», был принят папой римским Пием XII, не раз становился обладателем премии Куртелина, высшей награды французских комиков. Голос Фернанделя звучал во всех школах Франции.
В 1963 году Фернандель на паях с Жаном Габеном создал собственную кинофирму «ГАФЕР» (GAFER — Gabin & Fernandel).
26 февраля 1971 года Фернандель скончался от карциномы в своей парижской квартире на авеню Фош, похоронен на маленьком кладбище Пасси в центре Парижа.

## Семья
У Фернанделя были две дочери, а также сын Франк, который позднее принял в качестве фамилии псевдоним отца — Фернандель — и также снимался в кино. В отличие от многих других деятелей искусства, частная жизнь Фернанделя никогда не была предметом внимания прессы, а тем более скандалов.

## Награды
- Неоднократно был награждён премией Куртелина[фр.], вручаемой лучшему комику Франции.
- В 1952 году Фернандель получил рыцарский крест «Почётного легиона» и орден «За заслуги».
- В 1960 году стал рыцарем ордена Искусств и литературы.

## Избранная фильмография

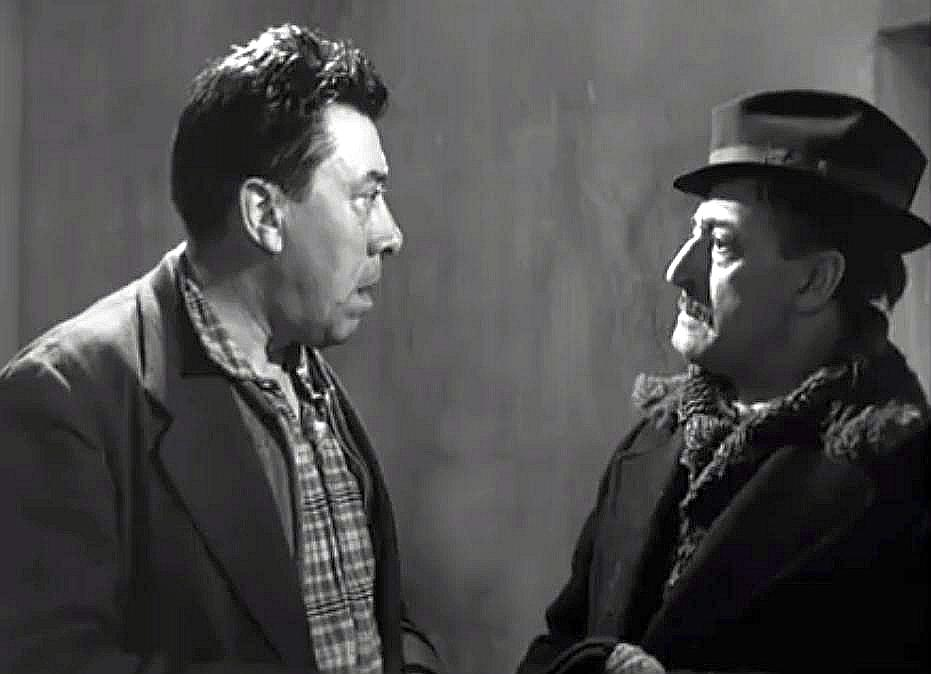
Фернандель и Тото в фильме «Закон есть закон»

- 1930 — Самая лучшая хозяйка (Лучшая нянюшка) / La meilleure bobonne
- 1930 — Чёрное и белое — Белое и чёрное / Le blanc et le noir
- 1931 — Лавка старьёвщика и Ko (другое название: Хлам и Ko) / Bric à Brac et Compagnie
- 1931 — Мне надо вам что-то сказать / J’ai quelque chose à vous dire
- 1931 — Ни слова моей жене / Pas un mot à ma femme
- 1931 — Ночная атака / Attaque nocturne
- 1931 — Остроумный план (другое название: Хитроумная комбинация) / La fine combine
- 1931 — Парижское развлечение / Paris-Beguin
- 1931 — Ребёнку дают слабительное (Слабительное для малыша) / On purge bébé
- 1932 — Сердце Сирени / Coeur de Lilas
- 1932 — Да здравствует увольнение в запас! / Vive la classe, Les gaietés de l’escouade
- 1932 — Забавы эскадрона / Les gâités de l’escadron
- 1932 — Избранник мадам Юссон (Садовник госпожи Юссон) / Le roisier de Madame Husson
- 1932 — Как рыба (другое название: Немой из Марселя) / Comme une carpe
- 1932 — Когда мы влюблены / Quand tu nous tiens, amour
- 1932 — Пикантная брюнетка / Une brune piquante, La femme à barbe
- 1932 — Полуночный суд (другое название: Приговор полуночи) / Le jugement de minuit, Le Vengeur
- 1932 — По привычке / Par habitude
- 1932 — Пощёчина / La claque
- 1932 — Прекрасный день свадьбы / Un beau jour de noces
- 1932 — Распоряжение вопреки его воле / L’ordonnance malgre lui
- 1932 — Только не женщина / Pas de femmes
- 1932 — Ужас пампасов / La terreur de la Pampa
- 1932 — Человек без имени / Un homme sans nom
- 1932 — Останьтесь поужинать (Оставайтесь обедать, Маруш) / Restez dîner, Maruche
- 1933 — Дело идёт на лад / Ça colle
- 1933 — Адемай-авиатор / Adémaï aviateur
- 1933 — Влюблённый гарнизон / La garnison amoureusee
- 1933 — Лидуар / Lidoire
- 1933 — Полковой петух — Медард / Le coq du réqiment
- 1933 — Рецепт (другие названия: Ординарец, Денщик) / L’ordonnance, Helene
- 1933 — С милым рай в шалаше (другое название: Любовь и свежая вода) / D’amour et d’eau fraîche, Passage clouté
- 1933 — Удача Анатоля / Le gros lot, La Viene d’Anatole
- 1934 — Анжель / Angèle
- 1934 — Голубые бушлаты / Les bleus de la marine
- 1934 — Гостиница свободного обмена / L’hôtel du libre échange
- 1934 — Любовник его консьержки (Любимчик консьержки) / Le chéri de sa concierge
- 1934 — Ночь безумств / Une nuit de folies
- 1934 — Поезд в 8.47[фр.] (по роману Жоржа Куртелина Le Train de 8h 47
- 1934 — Разносчица хлеба / La porteuse de pain
- 1934 — Шевалье Лафлёр / Le cavalier Lafleur
- 1935 — Джим-Пастуший Посох (Джим-бродяга) / Jim la houlette, Roi des voleurs
- 1935 — Забавы финансистов / Les gâités de la finance, Berngali VII
- 1935 — Фердинанд-гуляка (Фердинанд-кутила) / Ferdinand le noceur
- 1936 — Один из легиона / Un de la légion
- 1936 — Жозетта / Josette
- 1937 — Бальная записная книжка / Un carnet de bal
- 1937 — Короли спорта / Les rois du sport
- 1937 — Возрождение / Regain
- 1937 — Игнас / Ignas
- 1937 — Геркулес (Неподкупный) / Hercule, L’incorruptible
- 1937 — Франциск Первый / François Premier
- 1937 — Ловкачи из одиннадцатого округа / Les Dégourdis de la onziéme
- 1938 — Трикош и Каколе / Tricoche et Cacolet
- 1938 — Эрнест-мятежник / Ernest le rebelle
- 1938 — Татуированный Рафаэль / Raphaël le tatoué, C'était moi
- 1938 — Шпунц / Le Schpountz, La Fausse Vocation
- 1938 — Барнабэ / Barabé
- 1939 — Кража со взломом (Ограбление) / Fric-Frac
- 1939 — Пять су Лавареда / Les cinq sous de Lavarède
- 1939 — Берлинго и Ко / Berlingot et compagnie
- 1940 — Шляпка из итальянской соломки (Соломенная шляпка) / Un chapeau de paille d’Italie
- 1940 — Наследник Мондезира / L’heritier des Mondesir, C’est un mystère
- 1940 — Господин Гектор / Monsieur Hector, Le Nègre du Negresco
- 1940 — Акробат / L’acrobate
- 1940 — Чудесная ночь (другое название: Удивительная ночь) / La nuit merveilleuse
- 1941 — Собачья жизнь / Une vie dechen, Médor
- 1941 — Мелочи / Les petits riens
- 1941 — Дочь землекопа / Le fille du puisatier
- 1941 — Клуб воздыхателей / Le club des soupirants
- 1942 — Простак / Simplet
- 1942 — Не кричите об этом на крышах / Ne le criez pas sur les toits
- 1942 — Счастливая звезда / La bonne étoile
- 1943 — Кавалькада часов / La cavalcade des heures
- 1943 — Адриен / Adrien
- 1945 — Наис / Nais, Toine
- 1945 — Тайна Сен-Валя / Le mystère Saint-Val
- 1945 — Нищие в раю / Les gueux au paradis
- 1946 — Петрюс / Pétrus
- 1946 — Приключение Кабассу / L’aventure de Cabassou
- 1947 — Эмиль-африканец / Emile l’africain
- 1947 — Петушиное сердце / Coeur de coq, Affaires de coeur
- 1948 — Если это может доставить вам удовольствие / Si ça peut vous faire plaisir
- 1948 — Летающий шкаф / L’armoire volante
- 1949 — Нужен убийца! / On demande un assassain
- 1949 — Героический господин Бонифас / L’héroïque Monsieur Boniface
- 1950 — Удар и ответ! / Je suis de la revue, итал.: Botta e risposta
- 1950 — Ты спас мне жизнь / Tu m’as sauvé la vie
- 1950 — Казимир / Casimir
- 1950 — Убийства / Meurtres
- 1950 — Мундиры и большие манёвры / Uniformes et grandes manoeuvres
- 1951 — Бонифаций-сомнамбула — Виктор Бонифас
- 1951 — Маленький мир дона Камилло / Le Petit monde de Don Camillo — дон Камилло
- 1951 — Топаз / Topaze
- 1951 — Красная таверна — Монах
- 1951 — Стол для заморышей (Поле на краю леса) / La table aux crevé
- 1951 — Адемар, или игрушка судьбы / Adémar or le jouet de la fatalite
- 1952 — Запретный плод / Le fruit dé fendu
- 1952 — Булочник из Валорга / Le boulanger de Valorgue
- 1952 — Дамский цирюльник / Coiffeur pour dames
- 1953 — Мадемуазель Нитуш
- 1953 — Враг общества № 1 / L’Ennemi public numéro un
- 1953 — Карнавал / Carnaval, или Dardamelle
- 1953 — Возвращение дона Камилло / Le retour de Don Camillo, итал.: Il ritorno di Don Camillo — дон Камилло
- 1954 — Али-Баба / Ali-Baba et les quarante voleurs
- 1954 — Баран с пятью ногами / Le mouton à cinq pattes
- 1955 — Большая драка дона Камилло (Дон Камилло и почтеннейший депутат Пеппоне) / La grande bagarre de Don Camillo, итал.: Don Camillo e l’onorevole Peppone — дон Камилло
- 1955 — Весна, осень и любовь / Le Printemps, l’automne et l’amour
- 1956 — Под небом Прованса (Была пятница 17-го) / Sous le ciel de Provence итальянский прокат:Era di venerdi 17
- 1956 — Оноре из Марселя / Honoré de Marseille
- 1956 — Новый Дон Жуан / Don Juan, или El Amor de Don Juan
- 1956 — Вокруг света за 80 дней — кучер
- 1956 — Дамский портной — Портной этих дам / Le couturier de ces dames
- 1957 — Человек в непромокаемом плаще / L’Homme à l’imperméable
- 1957 — Сенешаль Великолепный / Sénéchal le magnifique
- 1957 — Безработный из Клошмерля / Le chômeur de Clochemerle
- 1958 — Вдвоём в Париже / A Paris tous lex deux
- 1958 — Закон есть закон / La loi, c’est la loi? итал.: Le legge e legge
- 1958 — Жизнь вдвоём / Le vie à deux
- 1958 — Виноградники господа Бога / Les vinges du seigneur
- 1959 — Корова и солдат / La vache et le prisonnier
- 1959 — Большой начальник (Вождь краснокожих) / Le grand chef, итал.: Noi gangster
- 1959 — Доверенное лицо этих дам (Психоаналитик для дам) / Le confident de ces dames
- 1960 — Крез / Créus
- 1960 — Лафа / Cocagne
- 1960 — Атаман (Крутой) / Le Caid
- 1961 — Динамичный Джек / Dynamite Jack
- 1961 — Убийца из телефонного справочника / L’assassin est dans l’annuaire
- 1961 — Страшный суд / Le jugement dernier, итал.:Il giudizio universale
- 1961 — Дон Камилло, монсеньор / Don Camillo… Monsigneur!, итал.:Don Camillo monsignore… ma non troppo — Дон Камилло
- 1962 — Дьявол и десять заповедей — Бог / Le diable et les dix commandements
- 1962 — Играй, музыка (Смена караула) / En avant la musique, итал.: Il cambio della quardia, Avanti la musica
- 1962 — Путешествие в Биарриц / Le Voyage à Biarritz
- 1963 — Муж моей жены (Стряпня на сливочном масле) / La cuisine au beurre
- 1963 — Шутки в сторону / Blaque dans le coin
- 1963 — Добрый король Дагобер / Le bon roi Dagobert
- 1964 — Неблагодарный возраст / L'âge ingrat
- 1964 — Расслабься, любимая (Комплекс Филемона) / Relaxe-toi, Chérie
- 1965 — Дон Камилло в России / Don Camillo in Russie, итал.: Il campagno Don Camillo — дон Камилло
- 1966 — Поездка отца / Le voyage du père — Кантен
- 1966 — Кошелёк или жизнь / La bourse et la vie
- 1966 — Париж стоит поездки (ТВ) / Paris ist eine Reise wert (TV)
- 1967 — Улыбка Фернанделя (ТВ), сезон 1 / L’amateur ou S.O.S., Fernand (TV)
- 1967 — Это Франк (ТВ) / Tel est Frank (TV)
- 1968 — Человек в бьюике / L’Homme à la Buick, Cher Voyou
- 1968 — Приключения Фернанда в Риме (ТВ), сезон 2 (Сегодня вечером Фернандель) / Les aventures de Fernard a Rome (TV), итал.: Stasera Fernandel
- 1968 — Фредди / Freddy
- 1969 — Счастлив тот, кто подобно Улиссу…
- 1970 — Don Camillo e i giovani d’oggi — дон Камилло